# Sweatt contro Painter

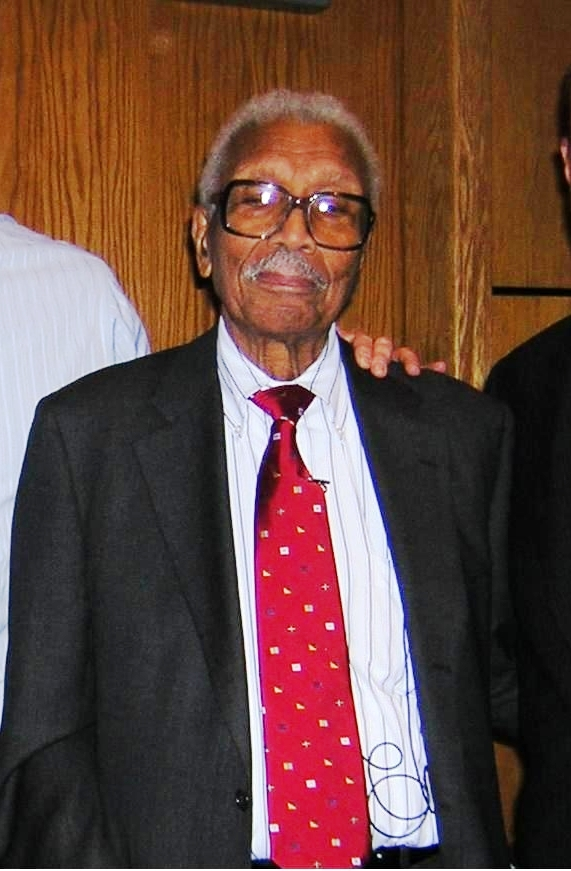

Sweatt contro Painter è un caso giudiziario affrontato alla Corte Suprema degli Stati Uniti d'America nel 1950. La battaglia legale si schierava contro la dottrina del "separati ma uguali", che permetteva la segregazione razziale dai tempi del caso Plessy v. Ferguson, del 1896. Il processo fu un punto di svolta e uno di riferimento per il successivo e celebre Brown v. Board of Education, del 1954.

## Storia
Il caso coinvolse un uomo di colore, Heman Marion Sweatt, a cui era stato impedito di accedere alla Facoltà di Legge alla University of Texas, il cui presidente era Theophilius Painter, per il fatto che la Costituzione del Texas proibiva l'integrazione scolastica. All'epoca nessuna università per bianchi avrebbe accolto studenti afroamericani (in inglese detti Negroes, dispregiativo).
La corte distrettuale nella contea di Travis, invece che garantire ai querelanti un mandamus proseguì per altri sei mesi con il caso. Questo temporeggiamento permise allo stato di creare una facoltà di legge apposta per studenti neri, la Thurgood Marshall School of Law con sede a Houston, piuttosto che ad Austin.
La decisione della corte non persuase i ragazzi che si erano opposti alla segregazione e fu così che, dopo essere passato da varie corti locali, il caso finì nelle mani della Corte Suprema, ad essa presentato da Robert L. Carter e Thurgood Marshall e dall'NAACP.
La Corte sovvertì la decisione presa in Texas, sostenendo che le scuole segregate ormai avevano fallito nell'essere paritarie, sia perché vi erano troppe differenze nei servizi e nelle strutture, sia perché alla fine vi erano troppi effetti collaterali, nello specifico un avvocato di colore si vedeva ristretto notevolmente il campo di possibili clienti e gli sbocchi lavorativi. Nonostante la Corte del Texas abbia tentato di giustificarsi sostenendo che questi fattori tangibili fossero comunque un segno di integrazione, la decisione della Corte Suprema fu irrevocabile e addirittura stilò una lista delle principali differenze tra istituti per bianchi e neri, qui sotto riportata:
- la University of Texas Law School aveva 16 professori a tempo pieno e 3 part-time, mentre quella per neri ne aveva solo 5 in tutto;
- la University of Texas Law School aveva 850 studenti ed una biblioteca fornita di 65'000 volumi, quella per i neri era formata da 23 studenti e con 16'500 libri a disposizione.
- la University of Texas Law School aveva più strutture per i processi, più aule e molti studenti erano ammessi a partecipare in prove pratiche in processi pubblici o privati, mentre per i neri c'era solo un'aula del genere e solo uno studente, con i giusti requisiti, poteva partecipare a speciali processi, seppur con notevoli limitazioni.

## Eredità
Il 14 giugno 2005, la contea di Travis votò per rinominare la sede della corte "The Heman Marion Sweatt Travis County Courthouse", in onore all'impegno e al coraggio di Sweatt.